# Fluglärmschutzbeauftragter
Ein Fluglärmschutzbeauftragter ist eine berufliche Position in der öffentlichen Verwaltung oder bei einem Großflughafen.

## Aufgaben
Zu den Aufgaben eines Fluglärmschutzbeauftragten gehören unter anderem
- Auswertung des statistischen Lärmberichte des Flughafens
- Vorschläge zur Lärmminderung
- Verfahren und Techniken bei Start und Landung mitentwickeln
- Bearbeitung von Fluglärmbeschwerden
- Geschäftsführung der Fluglärmkommission (zum Beispiel aufgrund von § 32 b des Luftverkehrsgesetzes)

An einigen Verkehrsflughäfen sind diese Aufgaben auf mehrere Personen verteilt. So werden Fluglärmbeschwerden in Frankfurt am Main nicht von einer Behörde, sondern vom Flughafen selbst bearbeitet. Auch die Mitarbeit in der Fluglärmkommission ist unterschiedlich geregelt. Beispielsweise „hat sich das Land Brandenburg (gleichzeitig Gesellschafter der FBB GmbH) freiwillig dazu entschieden, diese Aufgabe an einen der stark betroffenen Landkreise zu delegieren“. In Hamburg werden die nächtlichen Flugbewegungen unmittelbar vom Fluglärmschutzbeauftragten überwacht.

## Anforderungen
Fluglärmschutzbeauftragte sollen die erforderlichen Kenntnisse über Fluglärm und die geltenden Gesetzen und Verordnungen zum Schutz der Bevölkerung vor Fluglärm besitzen. Zu den einschlägigen Gesetzen in Deutschland gehören das Gesetz zum Schutz gegen Fluglärm und das Luftverkehrsgesetz.

## Stellung
Der Fluglärmschutzbeauftragte kann von verschiedenen Institutionen eingestellt oder beauftragt werden. Dies können sein:
- die für die Genehmigung der Verkehrsflughafens zuständigen Behörde
- die Umweltbehörde
- der Betreiber des Flughafens

Er darf bei seiner Arbeit nicht behindert und wegen der Erfüllung der Pflichten als Fluglärmschutzbeauftragter nicht benachteiligt werden. Die Stellung des Fluglärmschutzbeauftragten ist in Deutschland durch Dienstanweisungen geregelt, es gibt weder eine rechtliche Verpflichtung, eine bestimmte Person zu beauftragen oder zu benennen, noch eine verbindliche Festlegung der Aufgaben.  